# Lijst van afleveringen van Baretta
Dit is een lijst met afleveringen van de Amerikaanse televisieserie Baretta. De serie telt vier seizoenen. Een overzicht van alle afleveringen is hieronder te vinden.

## Seizoen 1
| Nr. | Titel aflevering                 | Uitzenddatum VS  |
| --- | -------------------------------- | ---------------- |
| 1   | He'll Never See Daylight Again   | 17 januari 1975  |
| 2   | The Five and a Half Pound Junkie | 24 januari 1975  |
| 3   | Woman in the Harbor              | 31 januari 1975  |
| 4   | If You Can't Pay the Price       | 7 februari 1975  |
| 5   | Half a Million Dollar Baby       | 14 februari 1975 |
| 6   | Ragtime Billy Peaches            | 28 februari 1975 |
| 7   | The Coppelli Oath                | 7 maart 1975     |
| 8   | Walk Like You Talk               | 14 maart 1975    |
| 9   | The Mansion                      | 2 april 1975     |
| 10  | Keep Your Eye on the Sparrow     | 9 april 1975     |
| 11  | The Secret of Terry Lake         | 16 april 1975    |
| 12  | This Ain't My Bag                | 30 april 1975    |

## Seizoen 2
| Nr. | Titel aflevering               | Uitzenddatum VS   |
| --- | ------------------------------ | ----------------- |
| 1   | The Goodbye Orphan Annie Blues | 10 september 1975 |
| 2   | The Glory Game                 | 17 september 1975 |
| 3   | On the Road                    | 24 september 1975 |
| 4   | Nobody in a Nothing Place      | 1 oktober 1975    |
| 5   | The Fire Man                   | 8 oktober 1975    |
| 6   | Double Image                   | 15 oktober 1975   |
| 7   | Photography by John Doe        | 22 oktober 1975   |
| 8   | Set Up City                    | 29 oktober 1975   |
| 9   | A Bite of the Apple            | 5 november 1975   |
| 10  | When Dues Come Down            | 12 november 1975  |
| 11  | And Down Will Come Baby        | 19 november 1975  |
| 12  | Count the Days I'm Gone        | 26 november 1975  |
| 13  | Sharper Than a Serpent's Tooth | 17 december 1975  |
| 14  | The Left Hand of the Devil     | 7 januari 1976    |
| 15  | Murder for Me                  | 14 januari 1976   |
| 16  | Pay or Die                     | 28 januari 1976   |
| 17  | The Blood Bond                 | 18 februari 1976  |
| 18  | The Dippers                    | 25 februari 1976  |
| 19  | Dead Man Out                   | 3 maart 1976      |
| 20  | Death on the Run               | 17 maart 1976     |
| 21  | Aggie                          | 24 maart 1976     |

## Seizoen 3
| Nr. | Titel aflevering                      | Uitzenddatum VS   |
| --- | ------------------------------------- | ----------------- |
| 1   | The Ninja                             | 22 september 1976 |
| 2   | Soldier in the Jungle                 | 29 september 1976 |
| 3   | Runaway Cowboy                        | 6 oktober 1976    |
| 4   | Street Edition                        | 13 oktober 1976   |
| 5   | They Don't Make 'Em Like They Used To | 20 oktober 1976   |
| 6   | Shoes                                 | 27 oktober 1976   |
| 7   | Under the City                        | 3 november 1976   |
| 8   | Dear Tony                             | 10 november 1976  |
| 9   | Crazy Annie                           | 24 november 1976  |
| 10  | Nuthin' for Nuthin'                   | 1 december 1976   |
| 11  | Can't Win for Losin'                  | 15 december 1976  |
| 12  | Look Back in Terror                   | 22 december 1976  |
| 13  | The Big Hand's on Trouble             | 29 december 1976  |
| 14  | Don't Kill the Sparrow                | 12 januari 1977   |
| 15  | That Sister Ain't No Cousin           | 19 januari 1977   |
| 16  | Open Season                           | 26 januari 1977   |
| 17  | The Reunion                           | 2 februari 1977   |
| 18  | Not on Our Block                      | 9 februari 1977   |
| 19  | The Runaways                          | 16 februari 1977  |
| 20  | Everybody Pays the Fare               | 23 februari 1977  |
| 21  | Think Mink                            | 9 maart 1977      |
| 22  | Carla                                 | 16 maart 1977     |
| 23  | Big Bad Charlie                       | 30 maart 1977     |
| 24  | Guns and Brothers                     | 6 april 1977      |
| 25  | Playin' Police                        | 4 mei 1977        |

## Seizoen 4
| Nr. | Titel aflevering           | Uitzenddatum VS   |
| --- | -------------------------- | ----------------- |
| 1   | New Girl in Town           | 28 september 1977 |
| 2   | Somebody Killed Cock Robin | 5 oktober 1977    |
| 3   | Lyman P. Dokker, Fed       | 19 oktober 1977   |
| 4   | The Sky Is Falling         | 26 oktober 1977   |
| 5   | It's Hard but It's Fair    | 2 november 1977   |
| 6   | Buddy                      | 16 november 1977  |
| 7   | Por Nada                   | 23 november 1977  |
| 8   | Make the Sun Shine         | 30 november 1977  |
| 9   | All That Shatters          | 7 december 1977   |
| 10  | It Goes with the Job       | 21 december 1977  |
| 11  | Hot Horse                  | 4 januari 1978    |
| 12  | Why Me?                    | 11 januari 1978   |
| 13  | I'll Take You to Lunch     | 18 januari 1978   |
| 14  | It's a Boy                 | 2 februari 1978   |
| 15  | Just for Laughs            | 9 februari 1978   |
| 16  | The Marker                 | 16 februari 1978  |
| 17  | The Stone Conspiracy       | 23 februari 1978  |
| 18  | The Appointment            | 9 maart 1978      |
| 19  | Woman Trouble              | 23 maart 1978     |
| 20  | The Gadjo                  | 30 maart 1978     |
| 21  | Barney                     | 6 april 1978      |
| 22  | The Dream                  | 4 mei 1978        |
| 23  | The Snake Chaser           | 11 mei 1978       |
| 24  | The Bundle                 | 18 mei 1978       |